# Вујанић
Вујанић је српско презиме, настало од мушког имена Вујан. Значајни људи са овим презименом су:
- Милош Вујанић (рођен 1980), српски кошаркаш